# Liste der Biografien/Weisb
Liste der Biografien |
Portal Biografien |
Personensuche
# |
A |
B |
C |
D |
E |
F |
G |
H |
I |
J |
K |
L |
M |
N |
O |
P |
Q |
R |
S |
T |
U |
V |
W |
X |
Y |
Z |
?
 
Wa |
Wc |
Wd |
We |
Wh |
Wi |
Wj |
Wl |
Wn |
Wo |
Wr |
Ws |
Wt |
Wu |
Ww |
Wy |
Wz
 
Wea |
Web |
Wec |
Wed |
Wee |
Wef |
Weg |
Weh |
Wei |
Wej |
Wek |
Wel |
Wem |
Wen |
Weo |
Wep |
Wer |
Wes |
Wet |
Weu |
Wev |
Wew |
Wex |
Wey |
Wez
 
Weia |
Weib |
Weic |
Weid |
Weie |
Weif |
Weig |
Weih |
Weij |
Weik |
Weil |
Weim |
Wein |
Weip |
Weir |
Weis |
Weit |
Weix |
Weiz
 
Weisb |
Weisc |
Weisd |
Weise |
Weisf |
Weisg |
Weish |
Weisi |
Weisk |
Weisl |
Weism |
Weisn |
Weisp |
Weisr |
Weiss |
Weist |
Weisw |
Weisz
Die Liste der Biografien führt alle Personen auf, die in der deutschsprachigen Wikipedia einen Artikel haben. Dieses ist eine Teilliste mit 43 Einträgen von Personen, deren Namen mit den Buchstaben „Weisb“ beginnt.

## Weisb

### Weisba
- Weisbach, Albin (1833–1901), deutscher Mineraloge
- Weisbach, Eric (* 1996), deutscher Fußballschiedsrichter
- Weisbach, Hans (1885–1961), deutscher Dirigent und städtischer Generalmusikdirektor in Düsseldorf, Hagen und Wuppertal
- Weisbach, Julius (1806–1871), deutscher Mathematiker und Ingenieur
- Weisbach, Raimund (1886–1970), deutscher Marineoffizier und U-Boot-Kommandant
- Weisbach, Reinhard (1933–1978), deutscher Literaturwissenschaftler, Essayist und Lyriker
- Weisbach, Valentin (1843–1899), deutscher Bankier und Sozialreformer
- Weisbach, Werner (1873–1953), deutscher Kunsthistoriker
- Weisbach, Wolf-Rüdiger (* 1941), deutscher Allgemein- und Sportmediziner
- Weisband, Marina (* 1987), ukrainisch-deutsche Politikerin (Bündnis 90/Die Grünen) und PublizistinMarina Weisband (* 1987)

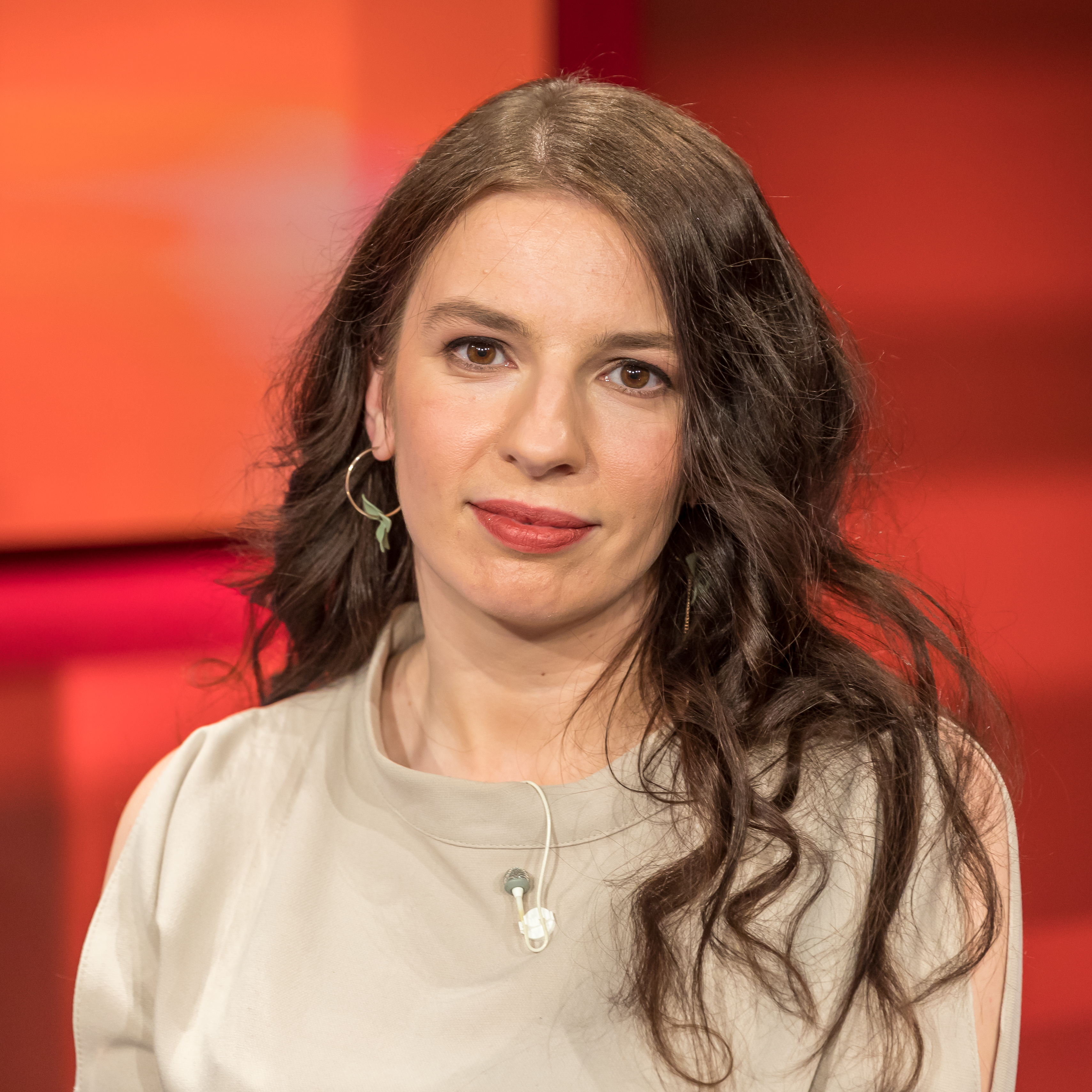
Marina Weisband (* 1987)

- Weisband, William (1908–1967), US-amerikanischer Spion
- Weisbart, David (1915–1967), US-amerikanischer Filmeditor und Filmproduzent
- Weisbarth, Heinz (* 1935), deutscher Kunst- und Turmspringer, Weltmeister der Masters

### Weisbe
- Weisbeck, Markus (* 1965), deutscher Grafikdesigner und Professor an der Bauhaus-Universität Weimar
- Weisbecker, Allan C. (* 1948), US-amerikanischer Surfer und Schriftsteller
- Weisbecker, Joseph (1932–1990), US-amerikanischer Mikroprozessor- und Mikrocomputerforscher, Autor und Designer von Spielzeugen und Spielen
- Weisbecker, Joyce (* 1958), US-amerikanische Ingenieurin und erste Frau in der Geschichte der Videospielentwicklung
- Weisbecker, Ludwig (1915–1979), deutscher Hochschullehrer, Professor für Innere Medizin, Rektor der Universität zu Kiel
- Weisbecker, Thomas (1949–1972), deutscher Terrorist der „Bewegung 2. Juni“
- Weisbecker, Walter (1915–1996), deutscher Mundartdichter, Autor, Schriftsteller und Publizist
- Weisbender, Hermann Joseph (1922–2001), deutscher Geistlicher und Generalvikar im Bistum Dresden-Meißen
- Weisberg, Arthur (1931–2009), US-amerikanischer Fagottist, Dirigent, Musikpädagoge und Komponist
- Weisberg, Harold (1913–2002), US-amerikanischer Journalist und Buchautor
- Weisberg, Richard H. (* 1944), US-amerikanischer Rechtswissenschaftler
- Weisberg, Roger, US-amerikanischer Produzent und Regisseur
- Weisberg, Steven (1955–2023), US-amerikanischer Filmeditor
- Weisberg, Wladimir Grigorjewitsch (1924–1985), russischer Maler
- Weisberg-Schwarz, Monika (* 1949), deutsche Juristin, Richterin, Gerichtspräsidentin
- Weisberger, Lauren (* 1977), US-amerikanische AutorinLauren Weisberger (* 1977)

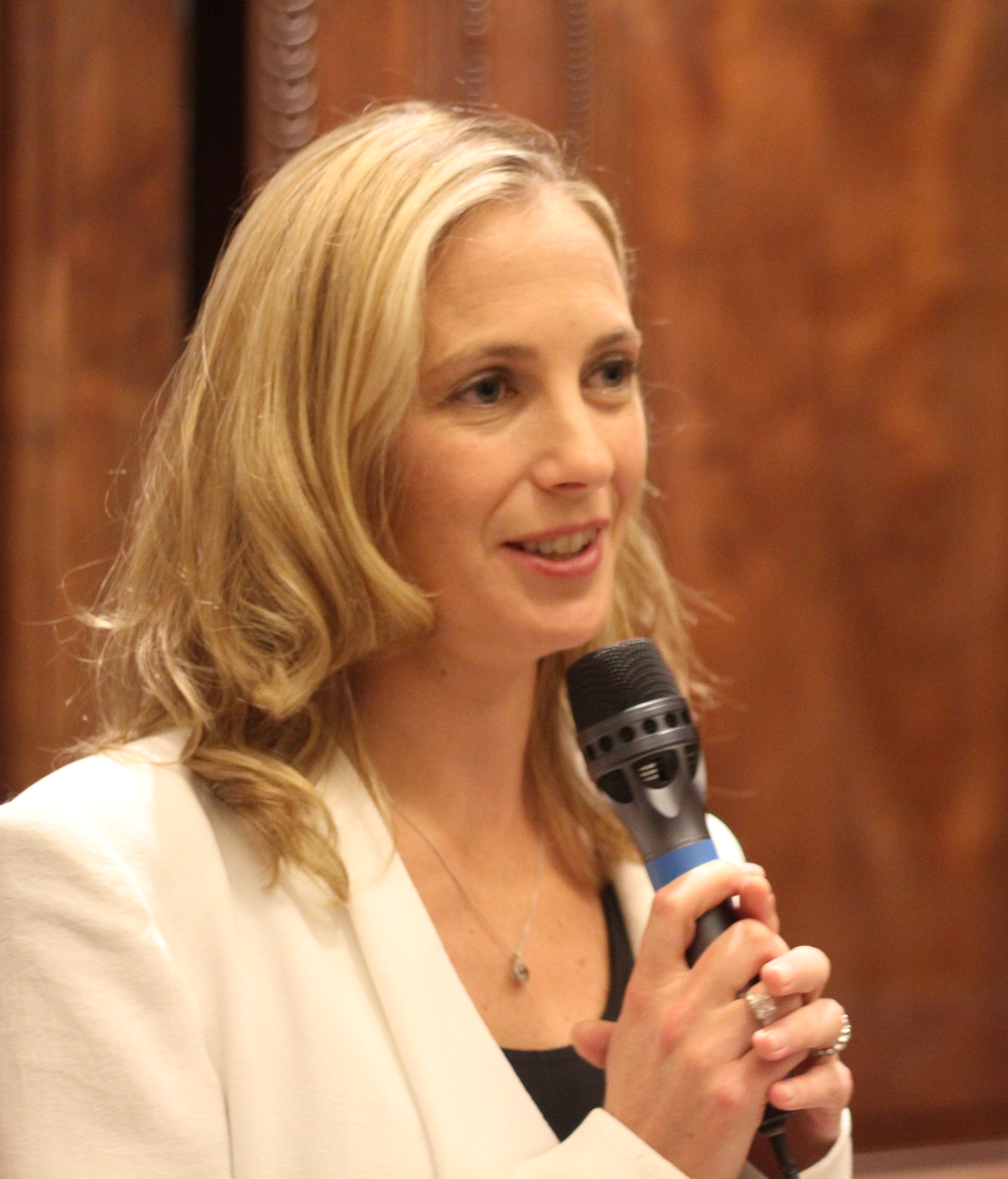
Lauren Weisberger (* 1977)

### Weisbl
- Weisblum, Andrew (* 1971), US-amerikanischer Filmeditor

### Weisbo
- Weisbord, Albert (1900–1977), US-amerikanischer Gewerkschafter und politischer Aktivist

### Weisbr
- Weisbrich, Christian (1942–2021), deutscher Politiker (CDU), MdL
- Weisbrod, Bernd (* 1946), deutscher Historiker
- Weisbrod, Hans (1889–1970), deutscher Kommunalpolitiker und Oberbürgermeister von Kaiserslautern
- Weisbrod, Hans (* 1902), deutscher Gummiwarenfabrikant
- Weisbrod, John (* 1968), US-amerikanischer Eishockeyspieler und -funktionär, Basketballfunktionär
- Weisbrod, Lars (* 1985), deutscher Autor
- Weisbrod-Weber, Wolfgang (* 1955), deutscher UN-Diplomat
- Weisbrodt, Arthur (1909–1944), deutscher Widerstandskämpfer
- Weisbrot, Mark (* 1954), US-amerikanischer Volkswirt

### Weisbu
- Weisburd, Dan E. (1933–2019), US-amerikanischer Dokumentarfilmregisseur und Filmemacher
- Weisburd, David (* 1954), israelisch-amerikanischer Soziologe und Kriminologe
- Weisburger, Elizabeth K. (1924–2019), US-amerikanische Chemikerin